# Polystichum harpophyllum
Polystichum harpophyllum là một loài thực vật có mạch trong họ Dryopteridaceae. Loài này được (Zenker ex Kunze) Sledge miêu tả khoa học đầu tiên năm 1982.